# 乌玛高速公路
乌海－玛沁高速公路，简称乌玛高速，中国国家高速公路网编号为G1816，是 荣乌高速的联络线之一，自乌海，经惠农、石嘴山、银川、青铜峡、中宁、中卫、景泰、永登、皋兰、兰州、临洮、广河、和政、临夏、夏河、合作、碌曲、河南蒙古族自治县终至玛沁。全线途经内蒙古、宁夏、甘肃、青海四省。

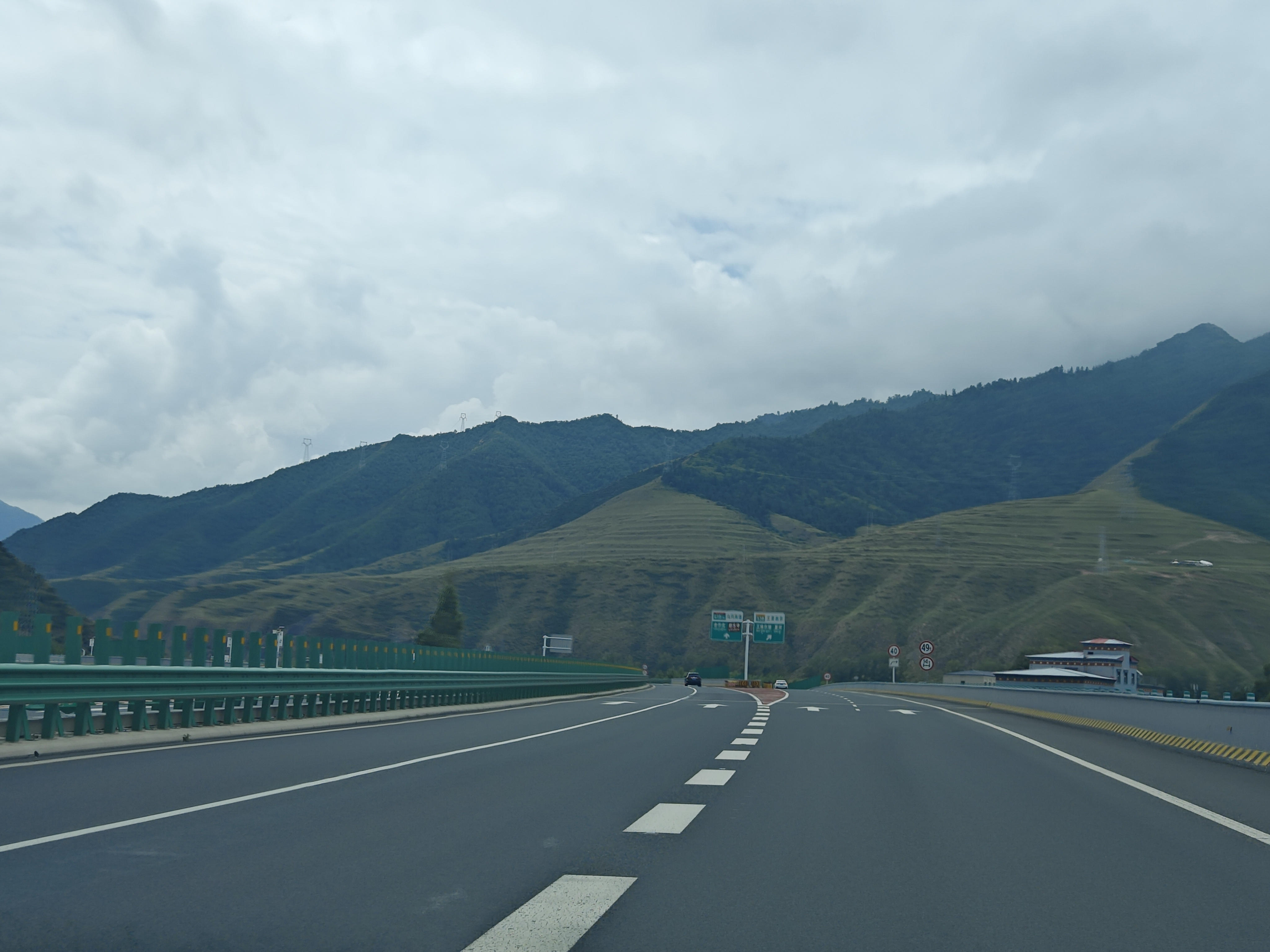
乌玛高速与王夏高速互通出口